# Yodgoroy Mirzayeva
Yodgoroy Mirzayeva (russisch Ёдгорой Мирзаева Jodgoroi Mirsajewa, geboren 22. April 1996 in Kattaqorgon, Samarqand) ist eine usbekische Boxerin, welche im Fliegengewicht antritt. Sie nahm für Usbekistan 2016 an den Olympischen Spielen teil.

## Karriere
Über das Olympiaqualifikationsturnier für Asien und Ozeanien qualifizierte sie sich gemeinsam mit Ren Cancan für die Olympischen Spiele 2016 in Rio de Janeiro und wurde vom Oʻzbekiston Milliy Olimpiya qoʻmitasi auch für die Olympischen Spiele nominiert. In der ersten Runde im Fliegengewicht-Wettbewerb der Frauen traf sie auf die Kanadierin Mandy Bujold und schied durch eine Niederlage gegen diese aus den olympischen Wettbewerb aus.